# Pleotomus davisi
Pleotomus davisi is een keversoort uit de familie glimwormen (Lampyridae). De wetenschappelijke naam van de soort werd voor het eerst geldig gepubliceerd in 1881 door LeConte.